# 12869 Ejiaga
12869 Ejiaga è un asteroide della fascia principale. Scoperto nel 1998, presenta un'orbita caratterizzata da un semiasse maggiore pari a 2,9180836 au e da un'eccentricità di 0,0647716, inclinata di 1,86495° rispetto all'eclittica.